# Salem (Nebraska)
Salem és una població dels Estats Units a l'estat de Nebraska. Segons el cens del 2000 tenia 138 habitants.

## Demografia
Segons el cens del 2000, Salem tenia 138 habitants, 65 habitatges, i 39 famílies. La densitat de població era de 85,9 habitants per km².
Dels 65 habitatges en un 18,5% hi vivien nens de menys de 18 anys, en un 52,3% hi vivien parelles casades, en un 4,6% dones solteres, i en un 40% no eren unitats familiars. En el 36,9% dels habitatges hi vivien persones soles el 21,5% de les quals corresponia a persones de 65 anys o més que vivien soles. El nombre mitjà de persones vivint en cada habitatge era de 2,12 i el nombre mitjà de persones que vivien en cada família era de 2,79.
Per edats la població es repartia de la següent manera: un 18,8% tenia menys de 18 anys, un 5,1% entre 18 i 24, un 28,3% entre 25 i 44, un 29% de 45 a 60 i un 18,8% 65 anys o més.
L'edat mediana era de 44 anys. Per cada 100 dones de 18 o més anys hi havia 103,6 homes.
La renda mediana per habitatge era de 28.500 $ i la renda mediana per família de 36.875 $. Els homes tenien una renda mediana de 26.250 $ mentre que les dones 19.792 $. La renda per capita de la població era de 13.325 $. Aproximadament el 7,1% de les famílies i el 13,9% de la població estaven per davall del llindar de pobresa.

## Poblacions més properes
El següent diagrama mostra les poblacions més properes.